# Völs (Tirol)
Völs is een gemeente in het district Innsbruck Land van de Oostenrijkse deelstaat Tirol.
Völs ligt in het Inndal en grenst aan de westelijke zijde van Innsbruck, op de zuidelijke oever van de Inn. De vondst van een steenbijl uit 3000 v.Chr. blijkt dat Völs al geruime tijd als nederzetting dienst had. De vondst van Romeinse munten bevestigt dit beeld verder. Het dorp werd in 1180 voor het eerst officieel in een document vermeld.

## Afbeeldingen

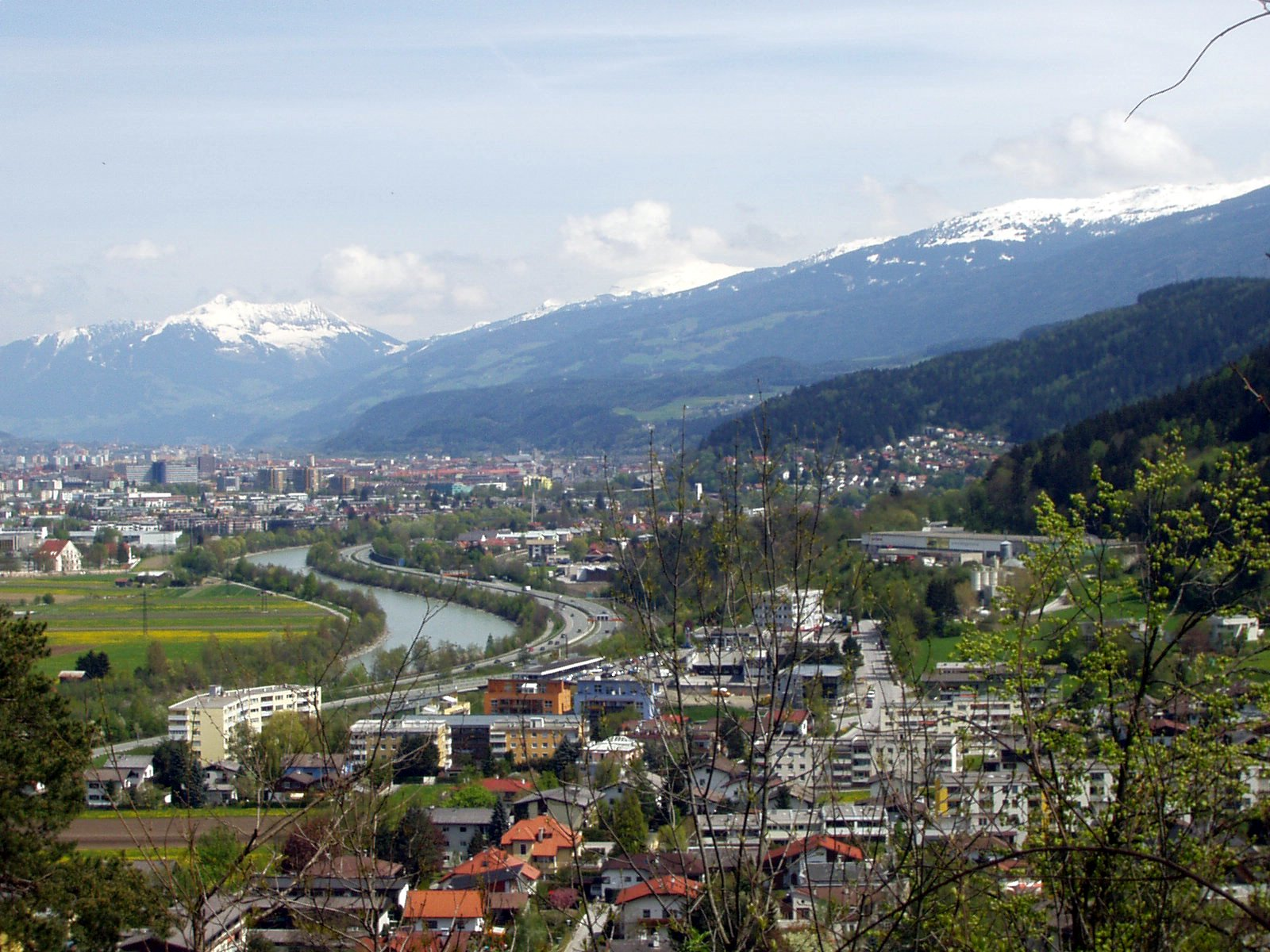
Blik op Völs (rechtsvoor) en Innsbruck (linksachter) vanaf de Blasiusberg
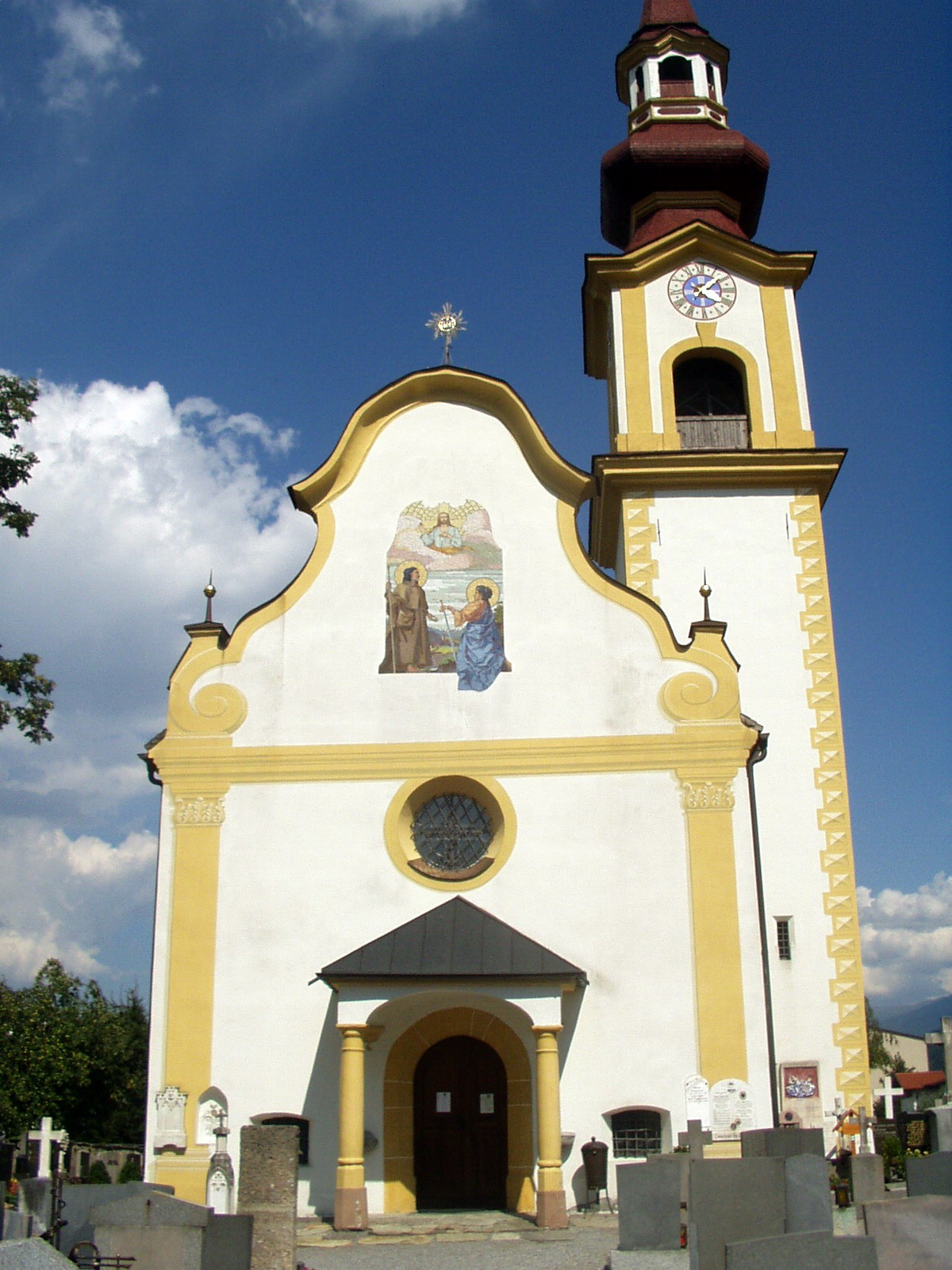
Kerk in Völs
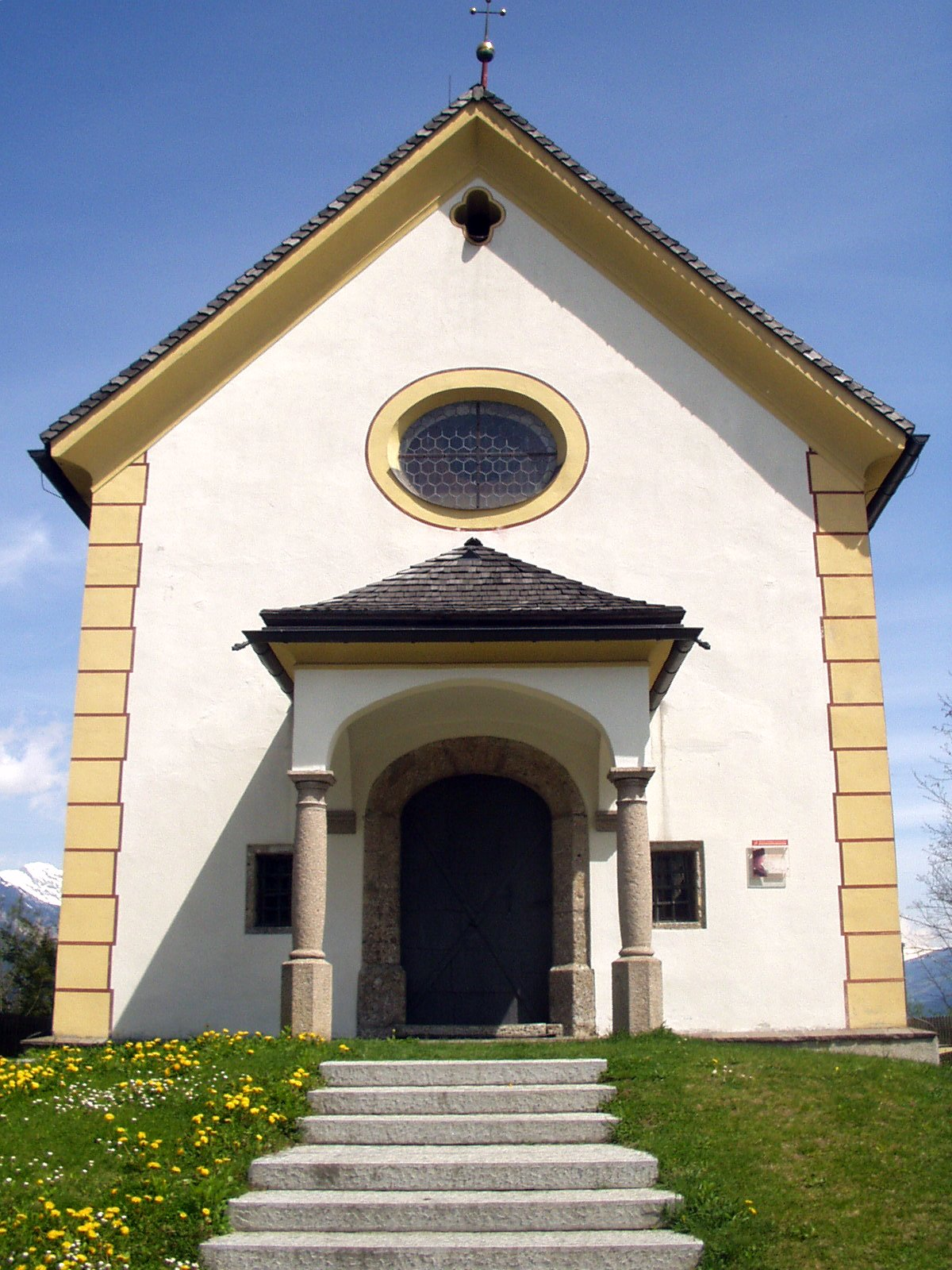
Sankt Blasius-Kapelle boven op de Blasiusberg
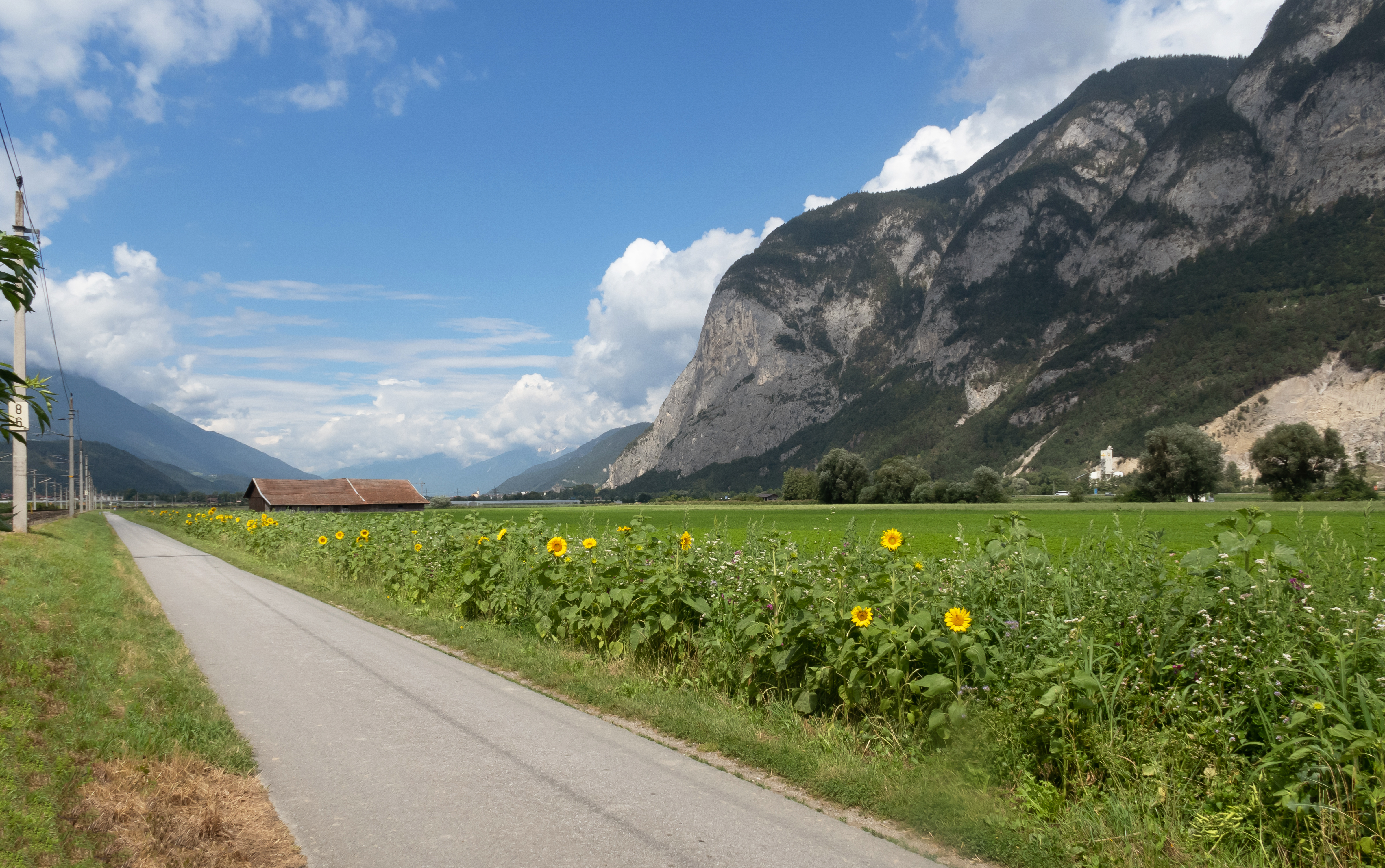
Panorama Florianiweg-spoorlijn in Völs-Michelfeld